# Charles Michel-Côte
Pour les articles homonymes, voir Charles Michel (homonymie) et Michel.
Charles Michel, devenu Charles Michel-Côte en 1909 après son mariage, est un militaire puis homme d'affaires colonial français, né le 6 novembre 1872 et mort le 23 février 1959.

## Biographie
Charles Michel étudie à l'Institut agronomique de Montpellier. En 1893, à 21 ans, il s'engage comme artilleur sous les ordres du général Duchêne pour la campagne de Madagascar, qu'il fait jusqu'à la chute d'Antananarivo.
Le 28 février 1897, il part de Djibouti, comme second de la mission commandée par le marquis de Bonchamps dont l'objectif est de rejoindre la mission Marchand à Fachoda. La mission parvient à 150 km de Fachoda, mais fait demi-tour sans atteindre son but. Le 3 juillet 1898, Charles Michel rejoint la France. Il publie le récit de ce voyage dans son livre Vers Fachoda, à la rencontre de la mission Marchand.
Charles Michel-Côte est ensuite proche de la Banque de l'Indochine. C'est ainsi qu'il devient président de la Compagnie de l'Afrique orientale (CAO) à partir de 1909, puis de la Compagnie maritime de l'Afrique orientale (CMAO) jusqu'en 1921 . De 1908 à 1959, il est membre du Conseil d'administration de la Compagnie du chemin de fer franco-éthiopien qui relie Djibouti à Addis-Abeba. Il en est président de 1922 à 1959. C'est à ce titre qu'en août 1936 il négocie avec le gouvernement italien les conditions d'utilisation du chemin de fer par l'Italie qui vient de conquérir l'Éthiopie . En 1945-1946, il est aussi engagé dans les négociations avec le gouvernement éthiopien pour la reprise de la ligne par la compagnie.
Il devient membre de la Société des africanistes le 11 mars 1931 . Il est également membre du Comité de l'Afrique française.

## Publications
- Charles Michel, Vers Fachoda, à la rencontre de la mission Marchand à travers l’Éthiopie. Mission de Bonchamps, Paris, Plon, 1900, 560 p.
- Charles Michel Cote (sous le pseudonyme d’Alli Goum), Djibouti, création française, bastion de l’empire, Paris, Comité de l’Afrique française, 1939, 56 p.